# Clécy
Clécy è un comune francese di 1 254 abitanti situato nel dipartimento del Calvados nella regione della Normandia.
Il territorio comunale, appartenente alla regione detta Svizzera normanna, è attraversato dalle acque dell'Orne.
Clécy è gemellato con il comune di Sernaglia della Battaglia in provincia di Treviso

## Società

### Evoluzione demografica
Abitanti censiti